# Анна Мария фон Хоен-Геролдсек
Анна Мария фон Хоен-Геролдсек (на немски: Anna Maria von Hohen-Geroldseck; * 28 октомври 1593, дворец Хоенгеролдсек при Зеелбах; † 25 май 1649, Базел) е господарка от господството Хоенгеролдсек и чрез женитби графиня на Золмс-Рьоделхайм-Асенхайм (1601 – 1635) и маркграфиня на Баден-Дурлах (1644 – 1649).

## Произход
Тя е дъщеря на Якоб фон Хоен-Геролдсек (1564 – 1634) и Барбара фон Раполтщайн (1566 – 1621), дъщеря на граф Егенолф III фон Раполтщайн (1527 – 1585) и Мария фон Ербах (1541 – 1606). Тя е единствената наследничка на баща си, но не успява да получи наследството. Хоенцолерните дават през 1636 г. госодството Хоенгеролдсек на още непълнолетния Крафт Адолф Ото граф фон и цу Кронберг.
Анна Мария умира на 25 май 1649 г. в Базел и е погребана в Пфорцхайм.

## Фамилия
Първи брак: на 28 октомври 1601 г. за граф Фридрих фон Золмс-Рьоделхайм-Асенхайм (1574 – 1635), вторият син на граф Йохан Георг I фон Золмс-Лаубах (1547 – 1600) и съпругата му графиня Маргарета фон Шьонбург-Глаухау (1554 – 1606). Бракът е бездетен.
Втори брак: на 13 февруари 1644 г. в Базел за маркграф Фридрих V фон Баден-Дурлах (1594 – 1659). Тя е четвъртата му съпруга. Бракът е бездетен.